# Głupianki
Głupianki – wieś w Polsce położona w województwie lubelskim, w powiecie łukowskim, w gminie Wola Mysłowska.
Wieś nie ma statusu sołectwa.
W latach 1975–1998 miejscowość administracyjnie należała do województwa siedleckiego.